# Distretto di Ağstafa
Il distretto di Ağstafa (in azero Ağstafa rayonu) è un distretto (rayon) dell'Azerbaigian con capoluogo Ağstafa.